# Patrick Caron
Patrick Caron es un jinete francés que compitió en la modalidad de salto ecuestre. Ganó una medalla de oro en el Campeonato Mundial de Saltos Ecuestres de 1982, en la prueba por equipos.

## Palmarés internacional
| Campeonato Mundial | Campeonato Mundial | Campeonato Mundial | Campeonato Mundial |
| Año                | Lugar              | Medalla            | Categoría          |
| ------------------ | ------------------ | ------------------ | ------------------ |
| 1982               | Dublín (Irlanda)   | Medalla de oro     | Por equipos        |